# Manol Manolov
Manol Tomov Manolov (Bulgaars: Манол Томов Манолов) (Sofia, 4 augustus 1925 - Aldaar, 16 december 2008 was een Bulgaars voetballer en voetbalcoach. Hij heeft gespeeld bij Oestrem Sofia, Septemvri Sofia en CSKA Sofia.

## Loopbaan
Manolov maakte zijn debuut voor Bulgarije in 1950. Hij heeft 57 wedstrijden gespeeld voor de nationale ploeg en hij heeft een doelpunten gescoord. Hij maakte deel uit van de selectie voor het voetbaltoernooi op de Olympische Zomerspelen 1956, waar Bulgarije een bronzen medaille won.
Manolov won de Bulgaarse hoogste competitie, de A PFG, een record van twaalf keer (allemaal met CSKA), evenals de Bulgaarse beker vier keer (allemaal met CSKA). Hij werd geëerd als Bulgaarse voetballer van het jaar in 1958.
Hij coachte Beroje Stara Zagora, CSKA Sofia, Chebar Pazardzjik, Ethnikos Piraeus, Apollon Athene, Slavia Sofia en Panserraikos.
Manolov overleed op 16 december 2008.

## Erelijst

### Als een speler
- Olympische Zomerspelen 1956 : 1956 (Brons)
- Parva Liga (12) : 1948, 1951, 1952, 1954, 1955, 1956, 1957, 1958, 1959, 1960, 1961, 1962 (CSKA Sofia)
- Bulgarije beker (5) : 1951, 1954, 1955, 1960, 1961 (CSKA Sofia)
- Bulgaars voetballer van het jaar (1) : 1958

### Als een trainer
- Parva Liga (3) : 1971, 1972, 1973 (CSKA Sofia)
- Bulgarije beker (3) : 1972, 1973, 1985 (CSKA Sofia)